# 梅村勲
梅村 勲（うめむら いさお）は、日本の素粒子物理学者。京都大学名誉教授。

## 人物・経歴
1955年名古屋大学理学部卒業。1962年名古屋大学大学院理学研究科博士課程修了、理学博士。日本学術振興会奨励研究生、名古屋大学理学部文部技官、名古屋大学理学部助手を経て、1965年京都大学基礎物理学研究所助手。
京都大学工学部講師、京都大学工学部助教授を経て、1991年京都大学工学部教授。1994年京都大学大学院工学研究科原子核工学専攻量子物質工学講座量子物理学分野教授。1995年停年退官、京都大学名誉教授。素粒子論の研究で優れた業績を上げた。